# خان الخليلي (مسلسل)
خان الخليلي هو مسلسل تلفزيوني مصري عُرض لأوَّل مرة سنة 1976، من بطولة صلاح ذو الفقار، ومن إخراج نور الدمرداش، المسلسل قصة الأديب نجيب محفوظ المستوحاة من روايته خان الخليلي.

## القصة
يدور المسلسل حول تتحدث عن (أحمد أفندي عاكف) الذي اضطر أن يقطع تعليمه ويتوظف حتى يرعى أسرته بعدما تم فصله من عمله وكانت تسكن الأسرة في حي السكاكيني، حتى اشتدت الحرب العالمية الثانية وكثرت الغارات، فاضطرت الأسرة للانتقال إلى حي خان الخليلي حيث أحب أحمد أفندي الرجل الاربعيني جارته الجميلة (نوال) ابنة الستة عشر عاماً. ثم يعود أخوه (رشدي) من أسيوط حيث كان يعمل في فرع بنك مصر هناك، وينتقل إلى القاهرة ويحب نوال وتحبه هي أيضاً. لكن استهتار رشدي بصحته ومداومته على السهر والقمار وشرب الخمر يؤدي لاصابته بالسل ويموت في النهاية. وتنتقل الأسرة إلى مكان آخر تاركين (خان الخليلي).

## طاقم التمثيل

### الشخصيات الرئيسية
- صلاح ذو الفقار بدور أحمد أفندي عاكف
- ليلى حمادة بدور نوال
- صلاح السعدني بدور رشدي

### بالاشتراك مع
- جورج سيدهم
- سميحة توفيق
- شيرين
- جمال إسماعيل
- ناهد سمير
- عبد العزيز أبو الليل